# Dick Schoon
Dick Jan (Dick) Schoon (IJmuiden, 20 december 1958) is sinds 2008 de achttiende bisschop van Haarlem van de Oud-Katholieke Kerk van Nederland. Hij is getrouwd met de Nederlandse theologe Lidwien van Buuren.

## Levensloop
Schoon, geboren en getogen in een oudkatholiek gezin, in de oudkatholieke parochie van de heilige  Engelmundus, had van jongs af hang naar het priesterschap, hoewel ook de muziek en de geneeskunde hem wel trok. Na zijn priesterwijding in 1989 verrichtte hij pastoraal werk in Amsterdam en later in IJmuiden, in zijn oude parochie.
In 2004 verdedigde hij aan de Vrije Universiteit Amsterdam zijn proefschrift over de geschiedenis van de oudkatholieke Kerk. In 2008 werd hij tot bisschop van Haarlem gekozen en gewijd. Hij volgde Jan Lambert Wirix-Speetjens op die hij in het 'Collegiaal Bestuur' van zijn kerkgenootschap al enige malen had moeten vervangen. Wirix stierf vrij jong in 2008 aan een ernstige ziekte. Als wapenspreuk koos Schoon de tekst uit Jesaja 45: Deus iustus et salvans (God rechtvaardig en heilbrengend).
Het huwelijk van Schoon, zo zei hij tegen dagblad Trouw, is onvrijwillig kinderloos gebleven, al hadden zijn vrouw en hij 'het hele medische circuit' doorlopen.
Schoon is zelf een voorstander van de mogelijkheid van de inzegening van homohuwelijken, maar wil daarin aan de mensen in zijn kerk niets opdringen.

## Pater van Kilsdonk
Bij zijn bisschopswijding kwam de hoogbejaarde pater jezuïet en vermaarde studentenpastor Jan van Kilsdonk (91) nog naar de Grote Kerk in Haarlem om geluk te wensen. Foto's getuigen ervan. De nacht daarna stierf de pater in zijn verzorgingshuis.